# ماركوس شولز
ماركوس شولز (Markus Schulz)  منسق إسطوانات دي جي ومنتج موسيقى أمريكي ألماني ولد في 3 فبراير 1975 بميامي،فلوريدا الولايات المتحدة الأمريكية .أكثر مايعرف به هو برنامج الإيذاعي الأسبوعي تحت اسم (بالإنجليزية: global DJ breadcast)‏ الذي يذاع علي راديو (بالإنجليزية: digital imported)‏ .يملك «شولز» كذالك شركة تسجيلات تدعي (بالإنجليزية: label goldharbour records)‏. صنف سنة 2012 حسب تصنيفات (بالإنجليزية: DJ time)‏ في المركز الأول في الولايات المتحدة .

## روابط خارجية
- ماركوس شولز على موقع IMDb (الإنجليزية)
- ماركوس شولز على موقع ميوزك برينز (الإنجليزية)
- ماركوس شولز على موقع أول ميوزيك (الإنجليزية)
- ماركوس شولز على موقع ديسكوغز (الإنجليزية)